# Heather Lauren Olson
Heather Lauren Olson (* 12. November 1982 in San José, Kalifornien) ist eine US-amerikanische Schauspielerin.

## Leben und Leistungen
Olson debütierte im Thriller Internal Affairs – Trau’ ihm, er ist ein Cop aus dem Jahr 1990, in dem sie die Rolle von Megan Peck, der Tochter von Dennis Peck (Richard Gere) spielte. Im Jahr 1992 trat sie in zwei Folgen der Fernsehserie Zurück in die Vergangenheit auf. Im Thriller Dead on Sight (1994) spielte sie die Rolle von Rebecca als Kind; wobei die erwachsene Rebecca Darcy von Jennifer Beals gespielt wurde. In der Filmbiografie Liz Taylor Story (1995) mit Sherilyn Fenn spielte sie die Rolle der jungen Liz. In der Komödie Beaver ist los! (1997) spielte sie die Rolle von Tammy.
Olson war in den einzelnen Folgen zahlreicher Fernsehserien zu sehen wie zum Beispiel – im Jahr 1994 – in der Serie Zeit der Sehnsucht.

## Filmografie (Auswahl)
- 1990: Internal Affairs – Trau’ ihm, er ist ein Cop (Internal Affairs)
- 1992: Willing to Kill: The Texas Cheerleader Story
- 1992: Raumschiff Enterprise – Das nächste Jahrhundert (Folge 6x11 Geheime Mission auf Celtris Drei, Teil II)
- 1992: Bloodfist 4 – Deadly Dragon (Bloodfist IV: Die Trying)
- 1994: Dead on Sight
- 1994: Amelia Earhart – Der letzte Flug (Amelia Earhart: The Final Flight)
- 1995: Adventure Land (Storybook)
- 1995: Liz Taylor Story (Liz: The Elizabeth Taylor Story)
- 1997: Beaver ist los! (Leave It to Beaver)
- 1997–2004: Zeit der Sehnsucht (Days of Our Lives, Fernsehserie)